# Magnus Persson
Magnus Persson (Halmstad, Švedska, 17. prosinca 1990.) je švedski rukometaš i nacionalni reprezentativac. Igra na poziciji desnog vanjskog te je trenutno član njemačkog bundesligaša Gummersbacha.
Od 2013. je član švedske rukometne reprezentacije u čijem dresu je debitirao 4. lipnja 2013. u susretu protiv Poljske. S nacionalnom selekcijom je nastupio na europskom prvenstvu u Danskoj 2014.